# Psenidae

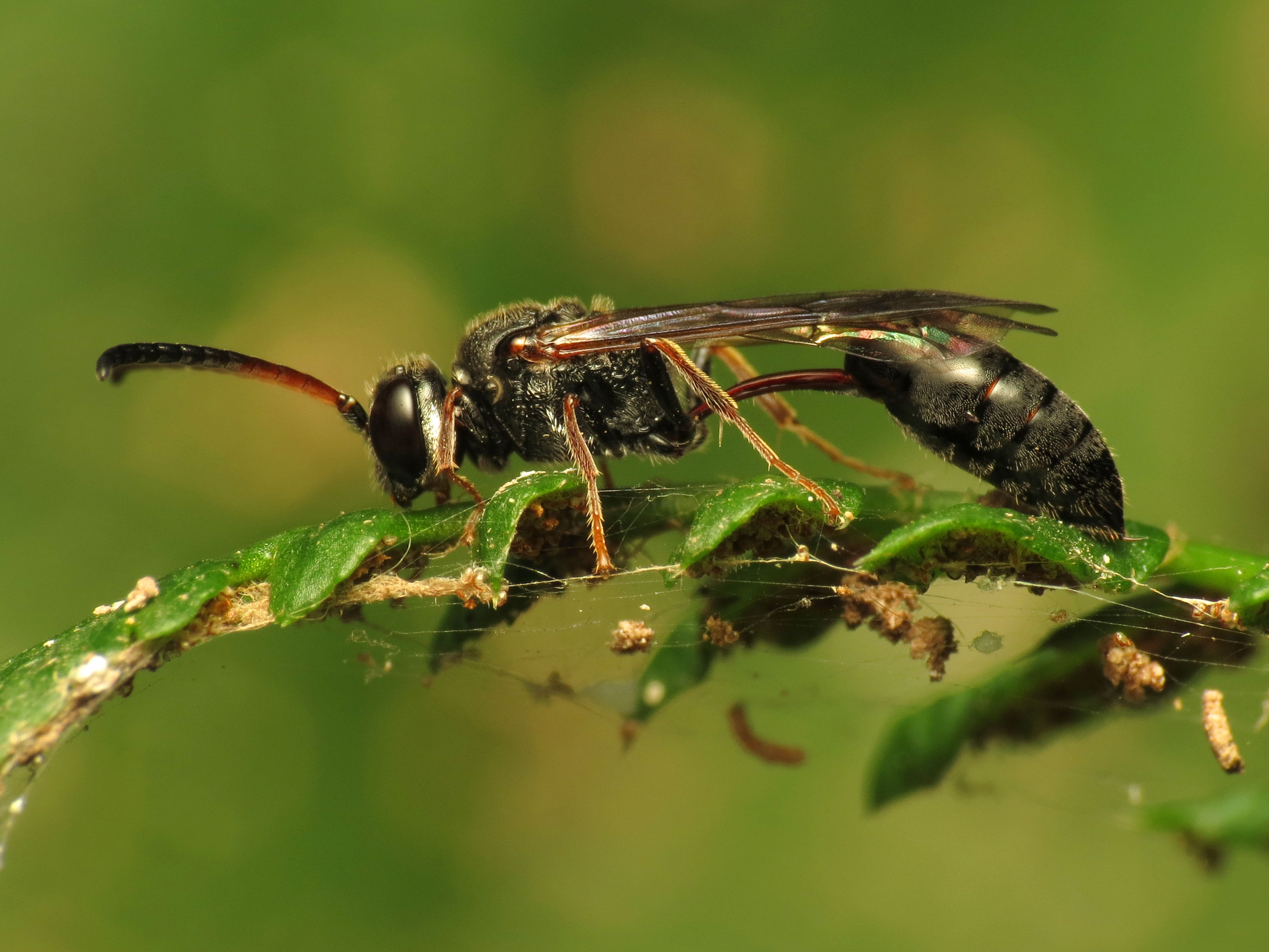
Psen erythropoda

Psenidae (лат.) — семейство ос, родственное к песочным осам в составе Apoidea. До 2018 года рассматривалась в качестве трибы Psenini в составе подсемейства Pemphredoninae (Crabronidae). Более 1000 видов.

## Распространение
Встречаются всесветно, но главным образом, в Голарктике и в Юго-Восточной Азии.
Для фауны России указано около 45 видов из родов Mimesa (15 видов), Mimumesa (7), Psen (7), Pseneo (1), Psenulus (15).

## Описание
Мелкие стройные осы, длина тела от 4 до  15 мм (обычно менее 1 см), как правило чёрного цвета. Первый стернит брюшка образует длинный стебелёк петиоль. У самцов 13-члениковые усики, у самок — 12. Средние голени с одной шпорой. В переднем крыле 3 радиомедиальные ячейки. Первый отрезок RS переднего крыла соприкасается с птеростигмой или удалён от неё не более, чем на длину последней. Гнездятся в земле, древесине, ветвях. Охотятся на равнокрылых (Homoptera), в основном, из семейств настоящие тли (Aphididae), листоблошки (Psyllidae), и на цикадок Delphacidae, Cicadellidae, Cercopidae, Membracidae и Fulgoridae. В родах Psen, Mimesa и Mimumesa самки охотятся на маленьких цикадок (Cicadellidae, Cercopidae) и горбаток (Membracidae), род Psenulus либо охотится на тлей, либо на листоблошек (Psyllidae), как и самки Pemphredonini.

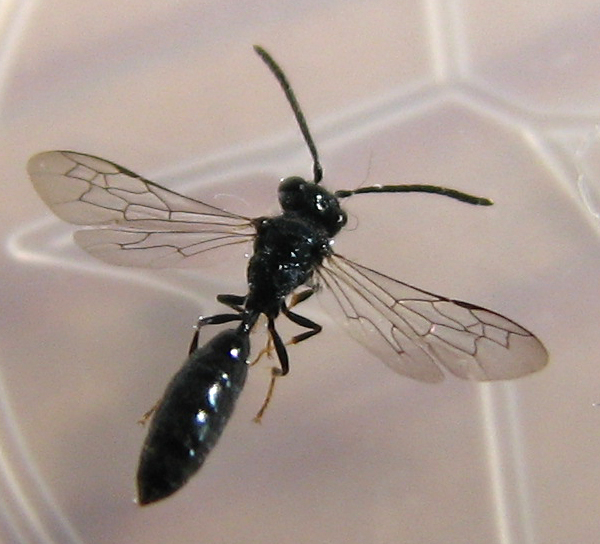
Psenini
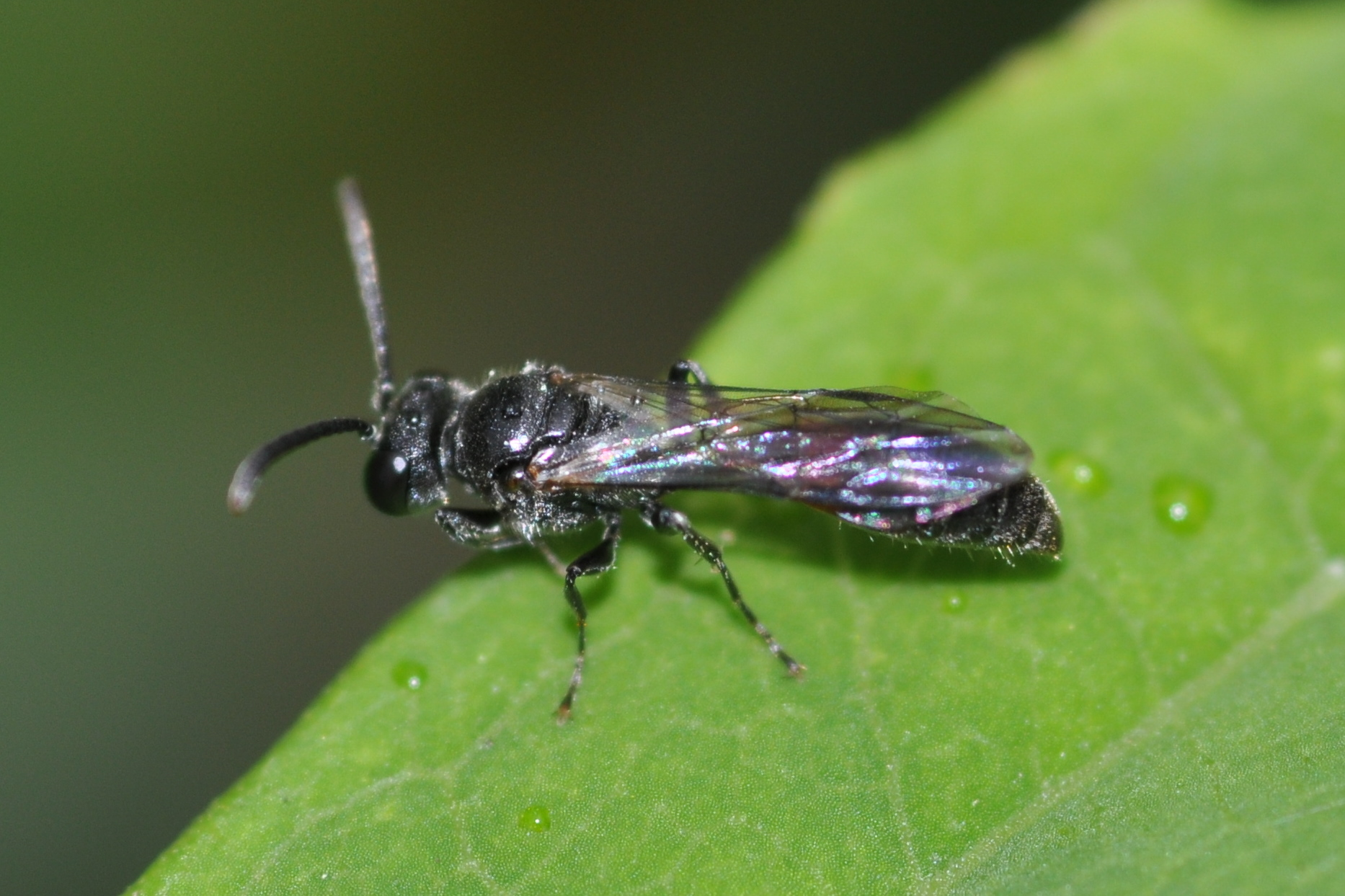
Mimesa bruxellensis

## Классификация
Более 460 видов, около 10 родов. В традиционной систематике Psenini включают в состав подсемейства Pemphredoninae в ранге трибы.
В 2018 году молекулярно-филогенетическими исследованиями было показано, что «Crabronidae» парафилетичны и состоят из нескольких крупных монофилетичных клад, включая пчёл. В работе Sann et al. (2018) было предложено придать статус отдельных семейств нескольким бывшим подсемействам роющих ос. Бывшее подсемейство Pemphredoninae также полифилетично и состоит из трёх разных клад: Psenini, Ammoplanina и все остальные пемфредонины. Одна из них, подтриба Ammoplanina, составляет сестринскую группу к пчёлам. В итоге Crabonidae было предложено разделить на 8 семейств: Ammoplanidae, Astatidae, Bembecidae, Crabronidae, Mellinidae, Pemphredonidae, Philanthidae, Psenidae, Sphecidae. Psenidae в таком варианте включает также трибу Odontosphecini и рассматривается сестринским к семейству Ammoplanidae.
- Триба Odontosphecini Menke, 1967
  - Odontosphex  Arnold, 1951 (4 вида)

- Триба Psenini (синонимы: Mimesini, Psenulini)
  - Ammopsen  Krombein, 1959
  - Deinomimesa  Perkins, 1899 (5 видов, Гавайские острова)
  - Lithium  Finnamore, 1987[9]
  - Mimesa Shuckard, 1837 (около 70 видов)[10]
  - Mimumesa  Malloch, 1933 (около 30 видов)[11]
  - Nesomimesa  R. Perkins in R. Perkins and Forel, 1899 (6 видов, Гавайские острова)
  - Odontopsen  Tsuneki, 1964 (1 вид, Япония)
  - Pluto  Pate, 1937 (около 20 видов, Америка)
  - Psen  Latreille, 1796 (около 100 видов)[12][13]
  - Pseneo Malloch, 1933 (около 30 видов)
  - Psenulus Kohl, 1897 (более 160 видов)